# Mick Wishofer
Mick Wishofer (* 8. Oktober 1999 in Wien, Österreich) ist ein österreichischer Automobilrennfahrer. In der Saison 2022 startete er mit dem Team Emil Frey Racing in der ADAC GT Masters.

## Kartsport
Ab 2008 nahm Wishofer an Kartrennen der Rotax Mini Max bis DD2 Serien teil. Dabei konnte er Erfolge wie die Meisterschaft im Austrian RMC und Hungarian RMC feiern.

## ADAC Formel 4

### Saison 2017
2017 startete Mick Wishofer in seine erste Saison der ADAC Formel 4. Mit dem Team Lechner Racing konnte er die Rookie-Meisterschaft für sich entscheiden.

### Saison 2018
Die Saison 2018 bestritt Wishofer im Team US-Racing CHRS; zu seinen Teamkollegen zählt u. a. David Schumacher. Er schloss die Saison mit 7 Platzierungen auf dem Podium ab.

## ADAC GT Masters

### Saison 2019
In seiner Rookie-Saison in der ADAC GT Masters startete Mick Wishofer für das Traditionsteam Team Zakspeed BKK Mobil Oil Racing im Mercedes-AMG GT3 und erreichte mit einer Podiumsplatzierung und zwei Juniorpodien den 23. Platz in der Gesamtwertung, sowie den 12. Platz in der Juniorwertung. Das Fahrzeug mit der Startnummer 20 teilte er sich dabei mit dem Niederländer Kelvin Snoeks. Er belegte ein Podium und zwei Juniorpodien.

### Saison 2020
Auch in der Saison 2020 ging Wishofer mit dem Team Zakspeed BKK Mobil Oil Racing im Mercedes-AMG GT3 an den Start und konnte mit seinem Teamkollegen Dorian Boccolacci einen Sieg sowie sechs Juniorpodien verzeichnen.

### Saison 2021
Die Saison 2021 bestritt Wishofer auf einem Porsche 911 GT3R im Team Molitor Racing Systems MRS mit Maximilian Hackländer und erreichte dabei ein Podium.

### Saison 2022
In der Saison 2022 tritt Wishofer mit Konsta Lappalainen im Team Emil Frey Racing auf einem Lamborghini Huracán GT3 Evo an. Beim dritten Rennwochenende der Saison in Zandvoort konnte Wishofer seinen zweiten Gesamtsieg in der GT Masters feiern. Das Fahrer-Duo schloss die Saison mit Platz 3 in der Juniorwertung ab. Gemeinsam mit den weiteren beiden Fahrzeugen des Rennstalls gewann man in ihrer ersten GT Masters-Saison die Teamwertung.

## DTM

### Saison 2023
2023 fuhr Wishofer für das Grasser Racing Team mit einem Lamborghini Huracán GT3 Evo in der DTM.